# おかもとまり
おかもと まり（1989年〈平成元年〉12月13日 - ）は、日本の元タレント、元ものまねタレント、起業家、クリエイター。別名・本名、岡本 麻里。
群馬県藤岡市出身。血液型はO型。元TWIN PLANET所属。芸能活動から引退後は「岡本 麻里」名義で株式会社minto.代表としてコラムサイト「minto.」の運営などを行う。

## 来歴・略歴
本名の「岡本麻里」 名義で、ユニオンプロダクション（現ユニオンエンタテインメント）に所属し、地方タレントとして活動していた。タレント時代にある芸人と共演した時に、人を笑わせるその姿に刺激を受け、高校3年生の時（2007年）に『R-1ぐらんぷり』で鳥居みゆきを観て「私も人を笑わせたい」と思い、お笑い界を志す。憧れていた太田光代がかつて所属していた太田プロダクションに自分で売り込みに行き、2008年7月に契約。同年9月頃より、芸能人女子フットサルチーム「YOTSUYA CLOVERS」に所属、背番号は「4」。
2010年4月23日にイメージDVD『からふる』を発売。5月3日付けのオリコンアイドル・イメージ部門で、お笑い芸人として初めてとなる首位を獲得した。
- 2006年 - 千葉テレビのアイドル育成番組『勝利の女神の法則』[注 2]で合格したことを機に芸能活動をスタートさせる。同時期に、この番組で一緒になった古坂大魔王の人々を笑わせ楽しませる姿を見て芸人としての道を感化される[9][10][11]。
- 2007年12月 - 高校生時代に所属していた旧事務所で、元相方の小出あかり[注 3]とピーピーポップスを結成。翌年2008年1月に解散[12]。
- 2008年12月 - 太田プロダクションの仕事納めの日に、履歴書と自身を撮影したビデオテープを持参して直談判。年明けに改めて面接が行われる[10]。
- 2009年に開校された太田プロエンタテイメント学院・東京校（四谷校）に1期生として入学[13]。
- 2011年12月4日 - 自身のブログにて『ものまねメイク連載[14]』をスタート。
- 2012年10月17日 - 群馬県ぐんま観光特使に就任[15][16]。
- 2013年2月 - これまでの『ものまねメイク連載』をまとめた、『カンタン☆変身!魔法の自撮り術』を出版。
- 2013年3月8日 - ディズニー映画『オズ はじまりの戦い』にて、『ものまねメイク連載』初のコラボレーション企画[17]が行われる。
- 2013年9月 - 自身のプロデュースしたメイクセットをSHIZUOKA109にて販売[18]。
- 2014年4月21日 - palgantong,dodo japanとのコラボレーション企画により、自身のプロデュースしたグロス、choco♡llage『ベニコ イミテーションメイクグロス』（全3色）が発売[19][20][21]。
- 2014年6月2日付けのオリコン・アイドル・イメージDVD週間ランキングで5thDVD『おとなちっく』が1位を獲得[22]。
- 2014年9月10～23日 - 『劇団マツモトカズミ第四回公演 結婚の偏差値II DEAD OR LIVE[23]』にてアシスタントとして参加。
- 2014年12月13日に販売された月刊『De☆View』（オリコン・エンタテインメント）監修のモデルуцкo（ゆうこ）によるSHOWROOMのイベント企画の写真集のカメラマンを務める[24][25][26]。
- 2015年3月 - 六本木Resort Dining Juppyとのコラボレーション企画による写真展を開催[27][注 4]。
- 2015年4月13日 - 音楽プロデューサーのnao（菅原直洋）と結婚。第1子妊娠も同時に発表[28][29]。8月22日に男児出産[30]。
- 2016年7月25日付けで太田プロダクションを退社[31][32]。
- 2016年10月 - TWIN PLANETに所属[33][34]。
- 2016年 - （株）minto.を創業[35]。
- 2017年6月 - （株）minto.の事業として、同年2017年7月1日にコラムサイト「minto.[36]」の配信を開始[37]。
- 2018年3月4日 - （株）minto.の経営へ専念する為、所属事務所を退所し、芸能活動の引退を発表する。また、これに伴い氏名表記を「おかもとまり」から「岡本麻里」へと変更[38][39]。
- 2018年12月7日 - おかもとまり原案の映画『青の帰り道』が公開[40]。
- 2020年3月4日 - 2018年に離婚していたことをnaoが発表[41][42]。
- 2020年6月 - YouTubeにて、おかもとまりch を開設。
- 2020年12月20日 - おかもとまり原案・企画の『ウシガエルは、もうカエル。』がYouTubeにて配信[43]。
- 2022年5月2日 - 原案を手がけた映画『青の帰り道』が、中国語題名『青色物語』として台湾で配信が開始される[44]。
- 2023年3月15日付けで群馬県により「ぐんま特使」に委嘱される。[45]
- 2023年12月11日、埼玉県の志木市議会議員である与儀大介との再婚を発表[46]。12月18日、婚姻届を提出。結婚後は与儀が岡本姓となる[47]。
- 2024年10月20日、与儀大介との離婚を発表。夫婦関係を解消し「パートナーシップ」を結んだ旨をSNSなどを通じて明らかにした[3][48]。
- 2025年4月23日、子宮腺筋症と診断されたことを公表[49]。

## 人物
藤岡市立北中学校出身。2010年3月に昭和女子短大を卒業。
自身のブログ にすっぴんの画像を載せたことがあり、アクセス数がアメーバブログのお笑い部門で第2位を記録。この時から「広末涼子似」と言われ始めたという。
2010年のオリコン調べによる「最も好きなお笑い芸人ランキング」の女性部門で初登場10位。
2011年1月、公称のウエストである58cmが、実際は64cmであることを公表した。同時に、「25〜30歳までには結婚したい」と結婚願望があることも語られた。その後、2012年10月、ウエストは68cm、体重は48kgと「体重5kg、ウエスト10cm」のサバを読んでいたことを自身のブログで告白したが、日本テレビ系「スタードラフト会議」に出演した際、ダイエットを実践してウエストを公称の58cmまで、さらに体重を44.6kgまで戻すことに成功した。
殊にモノマネタレントやグラビアアイドルとして世間に周知されているが、
叔父がカメラマン、祖父がカメラ店を営んでいたことから自身もカメラへの造詣があり、
撮影者としても意欲的な姿勢を示している。
ポートレート専科2014にて一般枠で合格。
2013年9月、奥さんにしたいお笑い芸人総選挙で1位に選ばれる。
2016年6月、一般社団法人 日本ホームパーティー協会のアンバサダーに就任。
日本タレント名鑑2017年版以降から掲載が削除されている。

## 芸風
物真似を中心に活動。「もしもの空想ものまね」と題してネタを披露、声マネと顔マネを同時に行うことが多い。
『ダウンタウンDX』で勝俣州和が「モノマネも似ているし、女性芸人にしては汚れたところがない」とおかもとを紹介。実際にスタジオに登場しモノマネを披露した。

## ものまねレパートリー
- スザンヌ
- 松野明美
- 鳥居みゆき
- 関根麻里
- 広末涼子[63]
- 上野樹里
- 岡本夏生[63]
- 神戸蘭子
- 鈴木奈々[63]
- 芹那
- 浜田ブリトニー
- はいだしょうこ
- 平野綾
- 南明奈
- もう中学生
- 嗣永桃子（元Berryz工房、元カントリー・ガールズ）
- グラビアアイドルの事務所別ポーズ

ほか

## 出演

### テレビドラマ
- プロポーズ大作戦（2007年、フジテレビ）クラスメイト 役（レギュラー）
- ドラマ24撮らないで下さい!!グラビアアイドル裏物語（テレビ東京）オカモトマリ 役
- 超歴史ロマン完全決着SP-超歴史ロマン3 戦国〜大奥〜幕末ミステリー 完全決着SP！！（テレビ東京、2012年12月17日） 矢島局 役

### バラエティ
- 袋とじ!!おとなのアイドルセミナー（テレビ朝日、2006年5月13日）
- バリューナイトフィーバー「科学でお悩み解決! サイエンちゅ♥」（日本テレビ、2006年8月5日・8月12日）
- 勝利の女神の法則（千葉テレビ、2006年4月 - 9月）レギュラー
- おとなの眼鏡（千葉テレビ、2006年10月・12月・2007年1月）
- 撮りッたがり決死隊 トッターマンDS（テレビ東京、2007年）
- 勝利の女神〜2ndSTAGE〜（千葉テレビ、2007年7月 - 9月）レギュラー
- 桜塚ヤンキース（テレビ埼玉）リポーター
- ZAK THE QUEEN（スカパー!・エンタ!371 / スカパー!e2・パンチクラブ、2007年）ファーストステージ出場
- 日めくりタイムトラベル（2009年7月11日、NHK-BS2）
- 笑っていいとも!（フジテレビ）
  - 2009年7月24日「勝ち抜きプチ芸スターコンテスト」
  - 2010年1月7日「人間観察刷新会議ビミョー仕分け!」
- アイドル☆リーグ!（日本テレビ、2009年7月29日 - 2011年9月7日）レギュラー
- エンタの天使（日本テレビ、2009年9月30日）キャッチコピーは「平成のC♡PY少女（コピーガール）」
- とんねるずのみなさんのおかげでした「細かすぎて伝わらないモノマネ選手権」（フジテレビ、2009年10月1日）広末涼子の顔マネ
- イツザイS（テレビ東京、2009年10月5日・12月7日 - ）「インディーズ芸人オーディション」からインディーズ芸人のメンバーとして出演
- BSブランチ（BS-TBS、2009年11月21日）
- 情報プレゼンター とくダネ!（フジテレビ、2009年11月24日）「旬感!ランクイ〜ン」コーナー
- 太田光の私が総理大臣になったら…秘書田中。（日本テレビ、2009年12月4日）
- エンタの神様（日本テレビ、2009年12月26日・2010年1月16日 - ）キャッチコピーは「Majiでマネする5秒前」
- 今田耕司プレゼンツ 鶴瓶vs未知数芸人 俺の相方誰やねん!?スペシャル（関西テレビ、2010年1月2日）
- ダウンタウンDX（読売テレビ、2010年1月14日、2011年2月3日、2011年5月5日）
- バナナマンのブログ刑事（東海テレビ、2010年1月19日）
- 『ぷっ』すま（テレビ朝日、2010年2月9日）「ザ・ギリギリマスター! ギリギリ女芸人」
- Shibuya Deep A（ NHK-BS2、2010年3月5日）
- VS嵐（フジテレビ、2010年3月11日）
- ものまねグランプリ（日本テレビ）
  - 究極のネタ祭り100連発!（2010年3月15日）「ものまねショートSHOW!」コーナー、「やたらとお礼を言うスザンヌ」の芸を披露。
  - ベストアーティスト＆ものまねグランプリ直前スペシャル（2010年12月12日、日本テレビ）
  - ザ・サバイバル（2010年9月21日・2011年10月4日） 鳥居みゆき（マサコ）のまね
  - ものまねグランプリ最強のコラボレーション＆本人が選んだテッパンネタ祭り！！　2012年4月1日
  - 出演（2010年12月21日、2011年4月7日、2011年12月27日、2013年3月19日、2013年9月29日）
- 太田プロライブ 月笑（テレ朝チャンネル）
- 王笑（メ～テレ、2010年3月25日）
- 山口発見！TOKYOツアー（山口放送、2010年3月27日）
- 1230アッと!!ハマランチョ（TVK、2010年4月7日）
- 世界一受けたい授業!!（日本テレビ、2011年4月16日、5月21日、2011年9月17日、2010年11月6日）
  - 世界一受けたい授業　日テレ系人気番組が大集合！秋の番組対抗スペシャル（2011年10月8日、日本テレビ）
- お願い!ランキング（テレビ朝日、2010年4月16日・9月13日・2012年5月11日・12日・15日・2016年3月3日・5月19日）
- 上田ちゃんネル 〜24時間ぐらい生TV2010（テレ朝チャンネル、2010年4月17日21:00 - 4月18日21:00 ※18日2:55 - 4:35は地上波のテレビ朝日でも同時放送）
- フジ算（フジテレビ、2010年4月19日）「まりタンヌーボ」
- 銀玉王（サンテレビ、2010年5月13日）
- ショーバト!（日本テレビ、2010年5月25日）
- ナイトシャッフル（福岡放送、2010年5月30日）
- 愛のお悩み解決!シアワセ結婚相談所（日本テレビ、2010年6月8日）
- 秘密のケンミンSHOW （日本テレビ、2010年6月10日）
- 笑う妖精（テレビ朝日、2010年6月12日深夜）
- TokYo,Boy（TOKYO MX、2010年6月13日・2014年1月26日）
- しゃべくり007（日本テレビ、2010年6月14日）
- 超ド級!世界のありえない映像烈伝2（フジテレビ、2010年6月19日）
- 世界まる見え!テレビ特捜部（日本テレビ、2010年6月21日）
- スクール革命（日本テレビ、2010年7月11日、2013年3月24日）
- 今夜もドル箱!!（テレビ東京、2010年7月13日・2011年7月5日・2012年2月29日）
  - 今夜もドル箱V（テレビ東京、2014年12月30日）
- なべあちっ!（フジテレビ、2010年7月19日）
- 踊る!さんま御殿!!（日本テレビ、2010年7月20日・2011年7月5日）
- マジで！世界（秘）オモシロCM全部見せます!!（テレビ朝日、2010年7月25日）
- ライオンのごきげんよう（フジテレビ、2010年7月27日・2011年10月7日・11日・12日・2013年6月3日）
- スパモク!!「世界中の恐怖映像2010 こんな映像なぜ撮れた超コワい絶叫動画50！（TBS、2010年7月29日）
- ネプリーグ（フジテレビ、2010年8月2日）
- よゐこ部（毎日放送、2010年8月3日）
- ザ!世界仰天ニュース（日本テレビ、2010年8月4日）
- 恋するTV すごキュン（フジテレビ、2010年8月6日）
- コレってアリですか?（日本テレビ、2010年8月10日）
- HEY!HEY!HEY! MUSIC CHAMP （フジテレビ、2010年8月16日）
- フジ算（2010年8月25日、2010年9月22日、フジテレビ）
- アリケン（テレビ東京）
  - 女だらけのSEXY水泳大会 前編2010年8月21日、後編2010年9月11日
- 前説王（テレビ朝日）
  - 2010年8月30日、2011年1月31日、2月1日 - 3日、2011年9月2日、2013年1月31日、2014年2月10日、2014年9月5日
- 密室謎解きバラエティー 脱出ゲームDERO!（日本テレビ、2010年9月1日）
- そうだったのか!池上彰の学べるニュース（テレビ朝日、2010年9月1日、2010年10月31日、2011年2月16日　2011年2月23日、2011年7月6日）
  - 2011年12月31日※年またぎ7時間半スペシャル!!
- ペケポン（フジテレビ、2010年9月10日）
- 恋するTV すごキュン（2010年9月10日、フジテレビ）
- サキよみ ジャンBANG!（2010年9月17日、テレビ東京）
- 先取りジャンバン（2010年9月17日、テレビ東京）
- 飛び出せ!ワールドモニター（テレビ朝日、2010年9月24日）
- 志村けんのバカ殿様（フジテレビ）
  - お待たせしました!!秋の大爆笑スペシャル（2010年9月30日）
  - 新春!笑いの福袋大放出スペシャル（2011年1月6日）
  - がんばろう日本スペシャル（2011年10月6日）
- 秋の信州ベスト旅!!（2010年10月2日、長野放送）
- サタデーバリューフィーバー（日本テレビ）
  - デリート11（イレブン）（2010年10月2日）
  - 12人の怒れる女（2010年12月11日）
- THE 料理王第2回（2010年10月5日、日本テレビ）
- 史上最強のメガヒットカラオケBEST100　完璧に歌って1000万円（2010年10月8日、テレビ朝日）
- ピカルの定理（フジテレビ、2010年10月 - 2011年3月）レギュラー
- 新世紀ネタキング決定戦（TOKYO MX、2010年10月14日）
- ニューカマーズ （2010年10月30日、フジテレビ）
- トータル・ブラックアウト（フジテレビ、2010年10月30日）
- Qさま!!&お試しかっ! 2時間スペシャル[注 5]（テレビ朝日、2010年11月1日）
- 奇跡体験!アンビリバボー（2010年12月2日、フジテレビ）
- ヤマサキパン（2010年12月16日、フジテレビ）
- ロンドンハーツスペシャル（2010年12月28日、2011年3月1日、テレビ朝日）
- ピラメキーノG（2010年12月24日、2011年3月23日 - 25日、29日 - 31日、4月1日、テレビ東京）
- 「新春歴史ロマンSP&SASUKE2011」PR 番組（2010年12月29日、TBS）
- お笑いDynamite!（2011年1月3日、TBS）
- トリハダ（秘）スクープ映像100科ジテン スペシャル （2011年1月1日、テレビ朝日）
- SASUKE2011 （2011年1月2日、TBS）
- サンデー・ジャポン（2011年1月9日、TBS）
- ドライブ A GO!GO!（テレビ東京、2011年1月9日・5月29日・9月25日、2013年2月24日・4月21日）
- run for money 逃走中（フジテレビ、2011年1月16日）
  - 「逃走中～卑弥呼伝説～」PR 番組（2011年1月8日、フジテレビ）
- ズームイン!!SUPER（2011年1月17日、日本テレビ）
- はねるのトびら（2011年1月19日、フジテレビ）
  - 再放送（2015年11月18日、2016年3月23日、6月19日、フジテレビONE）
- 志村けんのだいじょうぶだぁ バレンタイン・プレゼントスペシャル（フジテレビ、2011年2月8日）
  - 志村けんのだいじょうぶだぁみんなで見てねスペシャル（フジテレビ、2016年11月29日、過去のコント作品の再放送）
- 新型学問 はまる!ツボ学（2011年2月2日、日本テレビ）
- 横浜中華街がやってきた全部食べちゃうぞスペシャルパート4（2011年2月9日、群馬テレビ）
- スパモク!! 爆!爆!爆笑問題 芸能界ザ・密告SP2（2011年2月10日、TBS）
- ひみつの嵐ちゃん! （2011年2月10日、TBS）
- メレンゲの気持ち（2011年2月19日、日本テレビ）
- 女神のマルシェ（日本テレビ、2011年2月25日、2011年3月4日、2013年2月1日）
- 誰だって波瀾爆笑（2011年2月27日、2012年5月6日、日本テレビ）
- もしもツアーズ（2011年2月26日、フジテレビ）
- クイズ・ドレミファドン!（2011年2月27日、フジテレビ）
- PON!（日本テレビ、2011年3月3日、2011年3月29日 - 9月27日）火曜日コメンテーター
- 厳選!いい宿ナビ（テレビ東京）準レギュラー
  - 厳選!いい宿ナビSP 冬こそ温泉三昧SP 2013年12月30日
  - 厳選!いい宿ナビ「人気の伊豆で1万円台のお得宿特集!」2014年3月26日
- 列島縦断feelNIPPON まるごと!ニッポン新発見ツアー （2011年3月19日、テレビ東京）
- 苦手こくふくバラエティー！かっとビング！「遊☆戯☆王ZEXAL」スペシャル-挑戦篇-（2011年4月6日、テレビ東京）
- 世界は言葉でできている （2011年3月26日、フジテレビ）
- 衝撃!100円めし大賞! （2011年3月30日、テレビ東京）
- 雑学王 博識芸能人頭脳バトル! （2011年4月4日、テレビ朝日）
- ものまねグランプリ 「ものまねグランプリ 最強ものまね芸人42組 究極のネタ100連発」（2011年4月7日、日本テレビ）
- donna イブニングプレス（2011年4月7日、日本テレビ）
- ヒルナンデス（日本テレビ、2011年4月7日、10月4日、7日、14日、3色ショッピング）
  - 以降出演（2013年2月の毎週月曜日・温泉特集）
  - （2015年8月27日、ロケ中に偶然遭遇）
- 第4回オモバカ王者決定トーナメント （2011年4月8日、フジテレビ）
- 23時台昇格記念！今夜スタート！「ピカルの定理」完全攻略マニュアル！（2011年4月16日、フジテレビ）
- Oh!どや顔サミット（2011年4月21日、11月11日、2012年9月7日、朝日放送ほかテレビ朝日系列各局）
- 王様のブランチ （2011年4月21日、TBS）
- トリハダ（秘）スクープ映像100科ジテン （2011年4月26日、テレビ朝日）
- miniPON これがあると快適!（2011年4月28日、6月2日、日本テレビ）
- おはスタ（テレビ東京、2011年4月29日）ゲスト[注 6]
- サタデーバリューフィーバー 「THEミステイク」（2011年4月30日、日本テレビ）
- クイズプレゼンバラエティー Qさま!!（2011年5月2日、テレビ朝日）
- お宝発信タワー DAI-NAMO（2011年5月3日、CBCテレビ）
- 一攫千金オークション!!世界★ドリームワーク カラダを張って稼ぐぞ!SP（2011年5月13日、日本テレビ）
- ピンクス 〜PINK!SS〜 第2回（2011年5月27日、静岡朝日テレビ）
  - 以降出演  第8回 2013年6月22日
- 1年1組 平成教育学院（フジテレビ、2011年5月29日）
- 実況KOOZA （2011年5月31日、フジテレビ）
- iCON（2011年6月13日、日本テレビ）
- 飛び出せ!科学くん（2011年6月18日、TBS）
- 最高脳（2011年6月24日、日本テレビ）
- 群馬を元気に！茨城を元気に！お国自慢対決 おかもとまりvs赤プルキックオフ直前スペシャル（2011年7月2日、群馬テレビ）
- 石原良純プロデュース 日本再発見!オトナの旅人 第1弾!大人の遊び心をくすぐる知られざる…宮崎・日南線めぐり（2011年7月3日、朝日放送）
- TVチャンピオン特別版 レゴブロック王選手権（2011年7月21日、テレビ東京）
- 浜ちゃんが!（日本テレビ、2011年7月27日）
- アリなし〜アリケン★ゴールデンスタジアム〜（テレビ東京、2011年8月13日）
- ピラメキーノ（2011年8月30日、8月31日、テレビ東京）
- たけしのニッポンのミカタ!（2011年10月7日、テレビ東京）
- 白黒アンジャッシュ（千葉テレビ、2011年10月11日）
- ぶらかるちゃ（2011年11月2日、J:COM）
- 我思う、故にラーメン（2011年11月3日、北海道テレビ）
- 久本印（2011年11月5日、日本テレビ）
- バナナマン的開業マニュアル（2011年11月6日、CSフジテレビ）
- クイズプレゼンバラエティー Qさま!!（2011年11月7日、テレビ朝日）
- サタネプベストテン（2011年11月12日、TBS）
- 目撃THE SHOWCASE（2012年1月4日放送。フジテレビ）
- 熱血BO-SO TV（千葉テレビ、2011年12月24日、2012年2月4日、3月17日、9月8日、11月24日、2013年2月2日）
- 月曜プレミア! 心と体を幸せに！満員御礼！得するセミナー！（2012年3月12日、テレビ東京）
- 部屋カツ！（2012年3月23日、テレビ東京）
- マシェリバラエティ×スカパー EXスーパーアイドルQueen（2012年4月10日 - 2015年3月、スカパー!の毎月第2火曜日282・609ch、再放送6回）
- 仕事ハッケン伝（NHK総合、2012年4月12日）
- 芸能★BANG+（2012年6月12日、6月19日、日本テレビ）
- 芸能人雑学王最強No．1決定戦！特別編（2012年6月9日、テレビ朝日）
- くらしのサプリ!集合!○○三姉妹 〜Girl's Adventure〜（BS朝日、2012年8月26日 - 2013年6月30日）
- 生田くん、ハイ!（2012年6月30日放送、フジテレビ）
- まめサタ（テレビ静岡）- 準レギュラー（月1回程度の出演）
- ぐるぐるナインティナイン（日本テレビ、2012年6月14日）
  - ぐるナイ秋のダブルゴチSP（2017年10月5日）
- 土曜スペシャル（テレビ東京）
  - 夏に行きたい！絶景！大自然の秘湯（2012年6月16日）
  - 必見！GWでも1万円以下の人気宿（2013年4月20日）
  - 必見！春休みでも1万円以下の人気宿（2014年3月15日、再放送：2015年3月19日：BSジャパン）
- 萌えパチ ラブウイング（2012年6月14日、テレビ和歌山、三重テレビ、ぎふチャン）
- 芸能★BANG+（2012年6月20日、日本テレビ）
- くだまき八兵衛X（2012年6月28日、テレビ東京）
- ドラばらっ！ぐるナイ今夜8時必見 芸能人個人情報クイズ（2012年7月5日放送、日本テレビ）
- コージー冨田のものパチJPN!!（2012年7月、テレビ神奈川）
- 北関東道で行く夏のパラダイス（2012年7月27日、群馬テレビ）
- ウチくる!?（2012年7月29日、フジテレビ）
- 元気印の女将たち（2012年8月21日、テレビ朝日系列東北ブロック各6局）
- たべコレ（2012年8月26日、2012年9月23日、2013年3月17日、テレビ東京）
- わがまま!気まま!旅気分〜ものまねコンビが行く！広島ぶちいいね！ツアー〜（2012年9月22日ほか、テレビ新広島ほかFNS系列5局）
- スタードラフト会議（日本テレビ、2012年10月9日、11月27日）
- 行列のできる法律相談所（日本テレビ、2012年12月2日）
  - 行列のできる法律相談所スペシャル　2012年12月31日
- 大人の極上ゆるり旅（テレビ東京、2012年10月23日、30日）
- スマホPOLICE（テレビ朝日、2012年12月18日、19日、20日）
- なんでも比べるバラエティTENBIN（フジテレビ、2012年12月30日）
- 新春！湯ったり北海道 2泊3日の旅スペシャル（BS日テレ、2013年1月1日）
- 少〜し面倒くさいニッポンのルール（フジテレビ、2013年1月26日）
- ハッピーエンド（TBS、2013年2月5日、12日）
- 冬の湯布院&黒川温泉 美旅-うつくしたび-（2013年2月16日、大分放送）
- EyeSight presents 恋するドライブ（2013年3月6日/13日、BS朝日）
- 所さんの学校では教えてくれないそこんトコロ!（テレビ東京、2013年3月22日・5月31日・6月7日・2014年1月10日）
- 列車に乗って（RKB毎日放送、2013年3月31日・4月7日・14日）
- 原口あきまさの今がぱちドキッ!（TOKYO MX、2013年4月17日・24日）
- 快脳!マジかるハテナ（日本テレビ、2013年4月25日）
- TKOのアホぢから（関西テレビ、2013年4月25日）
- 大分朝日放送開局20周年特番 蒸して蒸して蒸しまくれ！九州蒸しムシツアー（大分朝日放送、2013年4月27日）
- クチコミ新発見!旅ぷら（読売テレビ、2013年5月12日）
- 日本のアレは世界で売れんのか（テレビ朝日、2013年6月9日）
- 水曜深夜はPSパチとも!いいじゃんか!（テレビ東京、2013年6月13日・20日・27日）
- 美活三姉妹〜くらしのサプリ〜（BS朝日、2013年7月1日 - ）
- FNS27時間テレビ（フジテレビ、2013年8月3日 - 4日）
- 真夏の共演！東北の夏祭り（2013年8月6日、東日本放送）
- パチFUN!（レギュラー出演、2013年8月21/28日、9月4/11日、10月9/16/23/30日、11月6/13/20/27日、12月4/11日、2014年1月1/8/15/22/29日、2月5/15/19/22/26日、3月1/5/10/12/17/19/24/31日、4月7/9/14/16/21/23/28日、5月14/21/28/31日、6月2/4/7/9/11/14/16/23/30日、7月7/14/16/21/28/30日、8月4/6/11/18/25/27日、9月1/3/8/10/15/29日、10月1/6/8/13/15/20/27日、11月1/3/8/12/15/17/19/22/24/26日、12月3/10/17日）[注 7]
- 北スペシャル いくぞ〜!北の出会い旅「とことこ知床！」（NHK札幌放送局、2013年9月6日）
- テレビシャカイ実験 あすなろラボ（2013年9月15日、フジテレビ）
- 四県対抗しこクイズ（NHK松山放送局）
  - 第6回 芸術系高校対決（2013年10月11日）
  - 第7回 水産系高校対決（2014年1月31日）
- うわっ!ダマされた大賞（日本テレビ、2013年10月14日・12月29日）
- 大人旅スタイル（J:COMチャンネル、2013年11月1日・2014年2月1日）
- オール中島みゆきナイト（NHK BSプレミアム、2013年11月3日）
- 湯ったり信州温泉紀行（長野放送、2013年12月7日）
- 夢みる金バク! これぞお・も・て・な・しの神髄！温泉旅館の女将代理で大奮闘！！（岡山放送、2013年12月13日）

- LADIESSTATION（レジャーチャンネル、2014年1月4日・18日）
- スターにしきの&おかもとまりのOKO 〜おんせん県おおいたを行く〜（日本テレビ、2014年2月16日）
- ポケモンゲット☆TV（テレビ東京、2014年3月16日）
- 世界の果ての日本人!〜ここが私の理想郷〜（TBS、2014年3月31日）
- 旅RUNガール2（テレビ東京、2014年4月5日）
- 磨けよ乙女ッ！〜Shining Magic〜（TOKYO MX 092ch、2014年5月2日・9日 / チバテレビ、5月23日・30日）
- プールdeブログ（テレビ朝日、2014年5月5日）
- おかもとまり・元爆のふらっとソウルに行ってみた（東北地方FNS系列6局、2014年5月31日 / TVK、9月28日）
- コサキン・天海のマネもの超発掘!ものまねバラエティー マネもの（2014年6月14日、フジテレビ）
- トーカ堂 ときめきサンデー（2014年6月29日、TokyoMX）
- おかもとまりの信州エンジョイマップ（テレビ信州、2014年6月29日）
- わがまま!気まま!旅気分 高知家の食卓Majiでkoiするグルメ旅（2014年7月5日：高知さんさんテレビ、BSフジ、テレビ新広島、岡山放送、テレビ愛媛、2014年7月6日：山陰中央テレビ、2014年7月20日：関西テレビ）
- ウチくる!?（2014年7月20日、フジテレビ）
- お説教アイドル 叱るGENJI（2014年8月9日、朝日放送）
- 24時間テレビ 「愛は地球を救う」（2014年8月30-31日、日本テレビ）
- ノンストップ!（2014年10月13日、フジテレビ）
- にっぽん津々浦々〜群馬県〜（2014年12月の毎週月曜日、旅チャンネル）
- ○○万円あったら××できるでしょ？（CSテレ朝チャンネルch1）
  - おかもとまりが地元群馬で我が家谷田部をおもてなし旅（前編：2014年12月7日、後編：2014年12月28日、再放送：前編・後編2015年2月28日）
  - ハマカーン神田が地元川崎でおかもとまりをおもてなし旅（前編：2015年1月11日、後編：2014年1月25日、再放送：前編2015年2月28日、後編2015年2月1日、2月28日、3月14日）
- ありがとッ!（2014年12月9日、TVK）
- カンニングのDAI安吉日!（2014年12月10日、再放送：12月17日、BSフジ）
- オトナへのトビラTV（2014年12月18日、再放送：2014年12月23日、NHK・Eテレ）
- 東国原英夫のそのまんまでは通しません！（2014年12月27日、千葉テレビ）
- メトログ （2015年2月1日、TBS）
- しくじり先生 俺みたいになるな!!（2015年2月5日、テレビ朝日）
  - 再放送（2015年3月7日、12日、CSテレ朝チャンネルch1）
  - しくじり先生 怒涛の6時間!しくじり駅伝スペシャル（2016年1月2日、テレビ朝日）
- めざましテレビ（2015年4月15日、フジテレビ）
- なら婚（2015年11月5日、2016年1月7日、3月3日、3月10日、3月17日、日本テレビ）
- ナカイの窓 今年結婚した人SP（2015年12月30日、日本テレビ）
- 行列のできる法律相談所さんまVS怒れる美女軍団2時間SP（2016年1月10日、日本テレビ）
- バレンタインデー直撃! 鹿児島チョコレート博覧会 ちょこぱくTV（2016年2月5日、KTS鹿児島テレビ）
- スッキリ!!（2016年3月23日、日本テレビ）
- これがカラダの新常識 若さと美のヒミツ（2016年3月23日、NHK総合1）
  - 再放送：2016年4月30日（総合1）、6月12日（BSプレミアム）
- ナリタビ（2016年3月26日：テレビ埼玉、とちぎテレビ、2016年4月24日：群馬テレビ）
- ぐんま一番（レギュラー出演、群馬テレビ）
  - 通常回（2016年4月1/8/15日、5月6/20日、6月3/10/17日）
  - 再放送（2016年4月3/10/17日、5月8/22日、6月5/12/19日）
- キテレツ人生！なんでこうなった!?消えた芸能人一斉捜査SP（2016年10月25日、フジテレビ）
- 鹿児島チョコレート博覧会☆チョコパクTV（2017年2月7日、KTS鹿児島テレビ）
- バイキング （2017年2月28日、フジテレビ）
- はやドキ！（2017年3月20日、TBS）
- おしえて！美bien!!!（2017年5月4日、5月11日、東京MX）
- 「『ものまね紅白歌合戦！』見どころ」見どころ先出しSP（2017年5月27日、フジテレビ）
- おびマルシェ（2017年6月26日、7月6日、8月2日、8月21日、10月5日、TBS）
- 仮想通貨ってなぁ～に？（2017年9月6日、千葉テレビ）
- ちょっとザワつくイメージ調査 もしかしてズレてる?（2017年11月20日、関西テレビ制作、FNS系列で放送）
- 有吉ゼミ（2018年2月19日、日本テレビ）
- バイキング（2020年11月24日、フジテレビ）
- じっくり聞いタロウ〜スター近況（秘）報告〜（2021年1月8日、テレビ東京）
- 爆問×伯山の刺さルール!（2022年7月6日、テレビ朝日）
  - 爆問×伯山の刺さルール! 1時間SP（2022年7月5日、テレビ朝日）
- ぽかぽか（2023年8月9日、フジテレビ）

### ラジオ
- 村山ひとしのキャラリンッぱ!（2006年10月20日 - 2007年2月16日、かつしかFM）[64]
- DJ Tomoaki's Radio Show!（2010年3月25日、下北FM）「噂のゲストボックス」コーナー
- 有吉弘行のSUNDAY NIGHT DREAMER（2010年4月 - 12月、JFN系列 毎週日曜20:00 - 21:55）
- サントリー・サタデー・ウェイティング・バー（2010年5月 - 2011年4月、JFN系列 毎週土曜17:00 - 17:55）
- 夕刊アツキー!（2012年2月14日、CBCラジオ）
- キャンパス寄席（2012年2月25日、NHKラジオ第一）
- ゴチャ・まぜっ!日曜日（また×3ゴチャ・まぜっ!）（2012年4月22日 - 2013年4月14日、MBSラジオ 毎週日曜24:30 - 25:30）
- ゴチャ・まぜっ!月曜日（2013年4月15日 - 2014年3月24日、MBSラジオ）
- 浜田ブリトニーのオンナの引き出し（2013年6月2日、ニッポン放送）
- 「音まね工房」〜どんな音でも作ります〜（2014年5月5日、NHKラジオ第1）
- 峰竜太のミネスタ（2014年11月18日、ラジオ日本）
- はみだし しゃべくりラジオ キックス 銀座8丁目しゃべくり劇場（2014年11月26日、YBS山梨放送）
- ON8+1（2014年12月15日、12月22日、BayFM）
- 今夜もオトパラ!（2015年2月19日、ニッポン放送）
- Homeyトーク～本当にいい家教えます～（2017年8月16日、ラジオ日本）
- ギュウゾウと里咲りさのアイドル☆パンチ！（2017年11月30日、RADIO BERRY FM栃木）
- POTLUCK（2019年4月1日、ＦＭぐんま）

### 映画（出演）
- 僕の初恋をキミに捧ぐ（東宝系、2009年10月24日公開）高校生役
- オリジナルビデオ ビギニング オブ トイレの花子さん イジメからはじまる物語（2011年12月2日発売 アムモ98）吉岡彩役
- ゴーストライター・ホテル（©テレビ朝日/吉本興業 制作・企画、2012年3月17日公開）文豪の幽霊・林芙美子役

### TVCM
- 東京サマーランド（2011年）

### その他
- THE イナズマ戦隊「嗚呼!!されど青春ごっこ」プロモーションビデオ出演
- DEEP「SORA〜この声が届くまで〜」プロモーションビデオ出演
- 続・言霊の女たち。（au LISMO Channel(Video)、2011年6月3日 - 24日）OL役
- ビーグルクルー 『Wedding Park Presents ハッピーウェディングソングス！』ジャケット写真モデル[65] 収録曲「たしかなこと」プロモーションビデオ出演（2011年11月9日 -  iTunes Store、レコチョク、music.jpで配信 11月23日 - 全国TSUTAYAでレンタル）
- My First BIG 名探偵コナン 汚れたヒーロー（第2版 アンコール発売版、発売日：2011年11月、出版社：小学館）[注 8]
- GYAOネット配信動画
  - GII 共同通信社杯春一番特集1 おかもとまりの初体験！　前編 後編（配信開始日：2010年3月17日、GYAO）
  - おかもとまりは自称 タレントらしい（配信開始日：2014年7月14日、GYAO）
  - おかもとまりが最初に真似た芸能人は？（配信開始日：2014年7月14日、GYAO）
  - おかもとまりが本人から教わったモノマネとは（配信開始日：2014年7月17日、GYAO）
  - おかもとまりが事務所移籍した意外な理由（配信開始日：2014年7月17日、GYAO）
  - おかもとまりがイチオシものまね披露！（配信開始日：2014年7月17日、GYAO）
  - 結婚発表で有吉から受けた手荒い祝福 （2015年6月18日、GYAO）
  - おかもとまりが旦那に接近した意外な理由 （2015年6月18日、GYAO）
  - 妊娠中に開発した新ネタが（2015年6月18日、GYAO）
  - おかもとまりが結婚を意識したきっかけ（2015年6月18日、GYAO）
  - 妊娠8ヶ月おかもとまりの現在の体型（2015年6月18日、GYAO）
- 東日本大震災チャリティーイベント コンテンツリーグライブ 笑顔の力（2011年11月23日、発売元：Contents League、販売元：アニプレックス、レンタル専用DVD）
- 9回で絶対やせる!猫のびダイエット（著者：丁 治紅、出版社：マキノ出版、発売日：2012年11月26日、ISBN 978-4837662419）猫のびダイエットの体験モデルとして掲載。
- 2013年09月20日 港区区三田警察署の1日警察署長を務める。
- 森俊憲式 自重トレーニング（著者：森俊憲、出版社：コスミック出版、発売日：2014年6月28日、ISBN 978-4774759364）
- 株式会社第一興商が主催するカラオケ・ワールド・チャンピオンシップ2014（KWC2014）日本大会予選のメインMC[66]
- るるぶ.com おでかけニストの連載コラム『温泉でほんわか癒され女子力UP！ 』[67]
- 2016年3月1日 品川区高輪消防署の1日消防署長を務める。
- しくじり先生 俺みたいになるな!! DVD＆ブルーレイ&DVD特別版&ブルーレイ特別版 第5巻（全4タイプ、発売日：2016年3月23日、販売元：ワーナー・ブラザース・ホームエンターテイメント）
- 2016年9月24日　群馬県警察・藤岡警察署の1日警察署長を勤める[68]。
- 2017年3月25日　「たくさんエクスプレス」事業の公式アンバサダーに就任[69]。
- 2017年7月、ザスパクサツ群馬の広報キャラクター ザスパクサツmotto勝利の女神 に就任[70][71]。
- 2018年9月25日　C CHANNELにてメイク動画配信を開始。
- おかもとまり原案の「青の帰り道」 が2018年12月7日より公開。
- 2019年9月　株式会社ジラフが運営するサイト「ヒカカク」、「magi」のイメージキャラクターに就任。[72]
- 株式会社ペリテックが販売する エムセップクエストのＣＭ（2021年2月）に出演[73]。
- ヒロミ・指原の“恋のお世話始めました”#113（2023年2月9日、ABEMA）
- 恋するアテンダー #33 #34（2023年7月12日、19日、ABEMA）
- グッド!モーニング (テレビ番組)(2023年12月13日、テレビ朝日)[74]

## 作品

### 映画（作品）
- 青の帰り道（2018年12月7日、NexTone） - 原案
- ウシガエルは、もうカエル。（2020年12月20日、YouTube） - 企画、原案

## 出版

### 写真集
- グレーゾーン（2010年4月、学研パブリッシング、撮影：矢西誠二）ISBN 978-4054045538
- もっとグレーゾーン-Honey Moon-（2011年1月、学研パブリッシング、撮影：樂満直城）ISBN 978-4054048478
- 砂時計[75]（2014年12月10日、ワニブックス、撮影：矢西誠二）ISBN 978-4-8470-4703-9）

### デジタル写真集
- おかもとまり変・身・欲・望[76]（発行：2012年11月、配信元：集英社）
- ＜デジタル週プレBOOK＞おかもとまり「決意表明」（発行：2014年9月19日、ページ数：72ページ、出版：週刊プレイボーイ、販売元：集英社）
- image.tvデジタル写真集 Kindle版（出版社：デジタルブックファクトリー、販売：株式会社エムアップ、配信：2015年7月1日）
  - おかもとまり MAKE MAGIC
  - おかもとまり So cute ！！
  - おかもとまり イノセントガール
  - おかもとまり まりの休日
- 美少女図鑑 おかもとまり/Mari Okamoto 私、グラビアアイドルだったのヨ！！（KAWAII!!） [Kindle版] （出版社：スプラッシュプロ、会田我路 、配信：2015年7月9日）商品内容[注 9]
- おかもとまり GIRL A [Kindle版] （出版社：G Publishers 、配信日：2015年12月23日）

### DVD
- からふる（2010年4月23日、竹書房）
- まりあ〜じゅ（2010年12月17日、竹書房）
- びしょ濡れレポーターおかもとまり 噛んだら濡れる、笑いと涙の凱旋帰郷（2011年4月27日、アニプレックス）
- なちゅらる（2013年5月24日、イーネット・フロンティア）[77]
- おとなちっく（2014年5月23日、竹書房）[78]
- あいどるちゅう♡（2014年10月23日、イーネット・フロンティア）[79]
- 近距離彼女（2015年2月21日、ワニブックス）[80]

### 有料動画・画像コンテンツ
- MIYAZAWA「THE Movie」おかもとまり（配信：2010年 - 、配信元：image.tv 講談社 / 宮澤正明写真事務所）[注 10]
  - おかもとまり 「So cute !!」
  - おかもとまり 「イノセントガール」
  - おかもとまり 「Trip to HEAVEN」
  - おかもとまり 「まりの休日」
  - おかもとまり 「MAKE MAGIC」
- ケータイ週プレ写真集（配信：2009年 - 、出版社：集英社/週刊プレイボーイ、レーベル：週プレBook）
  - おかもとまり 「M/O」
  - おかもとまり 「やっぱり変身がお好き？」
  - おかもとまり 「熱愛風呂」
- 新・美少女図鑑（配信2007年 - 、配信元：会田我路 ）
  - メイキング映像 岡本マリ1[81]
  - メイキング映像 岡本マリ2[82]
- 制服日和（配信：2007年 - 、制作・出版：会田我路（SPLASH PRO）、販売業者：ラビリンス）
  - 制服日和 トキメキ通学編 岡本麻里写真集[83]
  - 制服日和 ドキドキ放課後編 岡本麻里写真集[84]
  - 制服日和 Wでときめきメイド編 田井中マリア＆岡本麻里写真集[85]
  - 制服日和 Wでときめき放課後編 田井中マリア＆岡本麻里写真集[86]
- ガールズダイアリー おかもとまり（配信日：2015年5月 - 、制作・出版：会田我路〈SPLASH PRO〉）
  - ガールズダイアリー おかもとまり vol.1[87]
  - ガールズダイアリー おかもとまり vol.2[88]
  - ガールズダイアリー おかもとまり vol.3[89]

### 書籍
- カンタン☆変身!魔法の自撮り術（著者：おかもとまり、発行：2013年2月、出版社：株式会社ネオテリック（青山出版社：書籍出版事業部）、ISBN 978-4899981077）

### 雑誌（グラビア）
- 週刊プレイボーイ（2009年12月28日号 NO.52、発売日：2009年12月14日、出版社：集英社）
- 週刊朝日（2010年1月1-8日合併号、発行日：2009年12月22日、出版社：朝日新聞出版）
- BOMB（2010年4月号、発売日：2010年3月9日、出版社：学習研究社）
- フライデー (雑誌)（2010年3月26日号、発行日：2010年3月12日、出版社：講談社）
- 週刊ポスト（2010年03月26日号、発売日：2010年3月15日、出版社：小学館）
- EX大衆（2010年4月号、発行日：2010年3月15日、出版社：双葉社）
- 週刊実話（2010年4月8日号、発売日：2010年3月25日、出版社：日本ジャーナル出版）
- 月刊エンタメ（2010年5月号、発売日：2010年3月30日、出版社：徳間書店）
- DIME（2010年4月6日号 NO.7、発売日：2010年、出版社：小学館）[90]
- 特冊新鮮組DX（2010年5月号、発行日：2010年4月6日、出版社：竹書房）
- BLACKBOX（2010年6月号、発売日：2010年4月26日、出版社：マイウェイ出版）
- FRIDAY SPECIAL（2010年7月27日号、発売日：2010年7月13日、出版社：講談社）
- FRIDAY（2010年12月10日号、出版社：講談社）
- 特冊新鮮組DX（2011年1月号、発行日：2010年12月6日、出版社：竹書房）
- BLACKBOX（2011年2月号、発売日：2010年12月25日、出版社：マイウェイ出版）
- 月刊エンタメ（2011年2月号、発馬日：2010年12月28日、出版社：徳間書店）
- 週刊アサヒ芸能（2011年1月13日号 NO.3283、発売日：2011年01月04日、出版社：徳間書店）
- EX大衆（2011年2月号、発売日：2011年1月15日、出版社：双葉社）
- 週刊プレイボーイ（2011/03/14日号NO.11、発行日：2011年2月28日、出版社：集英社）
- 週刊大衆ヴィーナス（2011年11月22日号、発行日：2011年10月21日 、出版社：双葉社）
- FLASH（2012年2月21日号、発売日：2012年2月7日、出版社：光文社）
- フォトテクニックデジタル（2012年4月号、発売日：2012年3月19日、出版社：玄光社）
- FRIDAY（平成24年11月2日号、発行日：2012年10月9日、出版社：講談社）
- 週刊プレイボーイ（2012年11月26日号NO.48、発行日：2012年11月12日、出版社：集英社）
- 週刊大衆ヴィーナス（2013年5月19日号、発売日：2013年4月19日、出版社：双葉社）
- Exciter（2013年6月号、発売日：2013年5月15日、出版社：サン出版）
- FRIDAY（2013年6月7日号、発売日：2013年5月24日、出版社：講談社）
- CHUッSPECIAL（2013年7月号、発売日：2013年5月30日、出版社：ワニマガジン社）
- 週刊実話（2013年6月20日号、発売日：2013円6月6日、出版社：日本ジャーナル出版）
- EX MAX!SPECIAL（2013年07月号増刊 Vol.63、発売日：2013年6月11日、出版社：ぶんか社）
- 実話BUNKAタブー（2013年8月号、発売日：2013年6月15日、出版社：コアマガジン）
- FLASH（2013年9月10日号、発売日：2013年8月27日、出版社：光文社）
- 週刊現代（2014年5月24日号、発売日：2014年5月10日、出版社：講談社）
- 週刊プレイボーイ（2014年6月9日号 NO.23、発売日：2014年5月26日、出版社：集英社 ）
- FLASH（2014年6月10日号、発売日：2014年5月27日、出版社：光文社）
- 近代漫画 VOL.2（近代麻雀2014年7月19日増刊号、発売日：2014年6月19日、出版社：竹書房）
- 週刊大衆ヴィーナス（2014年12月4日号、発売日：2014年11月4日、出版社：双葉社）
- 週刊プレイボーイ（2014年12月1日号、発売日：2014年11月17日、出版社：集英社）
- 週刊ポスト（2014年12月12日号、発売日：2014年12月1日、出版社：小学館）
- FLASH（2014年12月16日号、発売日：2014年12月2日、出版社：光文社）
- 週刊大衆（2014年12月29日号、発売日：2014年12月15日、出版社：双葉社）
- FLASH（2014年12月30日号、発売日：2014年12月15日、出版社：光文社）
- 週刊アサヒ芸能（2015年1月15日号、発売日：2015年1月5日、出版社：徳間書店）

### 雑誌（連載、ファッション、メイク、インタビュー、その他）
- 週刊プレイボーイ（2009年11月23日号、発売日：2009年11月9日、出版社：集英社）
- FRIDAYspecial（2009年12月21日増刊号、発売日：2009年12月7日、出版社：講談社）
- スコラ（2010年2月号、発売日：2009年12月25日、出版社：スコラマガジン）
- 週刊アサヒ芸能（2010年1月14日号、発売日：2010年1月4日、出版社：徳間書店）
- 月刊エンタメ（連載企画：2010年3月号 - 2012年2月号、出版社：徳間書店）
- Seventeen（2010年4月号、発売日：2010年3月1日、出版社：集英社）
- FLASH（2010年3月23日号、発売日：2010年3月9日、出版社：光文社）
- EX MAX!（2010年5月号、発売日：2010年3月26日、出版社：ぶんか社）
- 週刊大衆（2010年4月12日号、発売日：2010年4月5日、出版社：双葉社）ズバリ本音で美女トーク第33回
- お笑いポポロ（2010年5月号、発売日：2010年4月7日、出版社：麻布台出版社）
- SPA!（2010年4月27日号、発売日：2010年4月20日、出版社：扶桑社）
- エンタテインメントDASH（2010年6月号、発売日：2010年5月15日、出版社：晋遊舎）
- 週刊アサヒ芸能（2010年5月6・13日号、発売日：2010年、出版社：徳間書店）
- COOL TRANS（2010年8月号、発売日：2010年6月24日、出版社：ワニブックス）
- De☆View（2010年8月号、発売日：2010年7月1日、出版社：オリコン・エンタテインメント）
- ロト・ナンバーズ「超」的中法（2010年08月号、発売日：2010年7月3日、出版社：主婦の友社）表紙
- 特冊新鮮組DX（2010年8月号、発売日：2010年7月6日、出版社：竹書房）
- anan特別編集Gダビデ研究所のパーフェクト相性BOOK（発売日：2010年9月29日、出版社：マガジンハウス）
- A BATHING APE 2010 WINTER COLLECTION （発売日：2010年9月30日、出版社：宝島社）
- 特冊新鮮組DX（2010年12月号、発売日：2010年11月6日、出版社：竹書房）
- MEN'S NON-NO（2010年12月号、発売日：2010年11月10日、出版社：集英社）
- anエリア東京23区（2010年11月11日 - 11月17日号、発行：（株）インテリジェンス）
- anエリア東京23区（2010年11月25日 - 12月01日号、発行：（株）インテリジェンス）
- 週刊プレイボーイ（2010年12月20日号、発売日：2010年12月6日、出版社：集英社）コラム
- JUNON（2011年4月号、発売日：2011年2月23日、出版社：主婦と生活社）
- Zipper（2011年4月号、発売日：2011年2月23日、出版社：祥伝社） 注意[91]
- 週刊実話（2011年3月17日号、発売日：2011年3月3日、出版社：日本ジャーナル出版）表紙のみ
- 音事協magazine（2011年4月号、発行元：一般社団法人 日本音楽事業者協会）
- QuickJapan（95号、発売日：2011年4月12日、出版社：太田出版）[92]
- 月刊サイゾー（2011年5月号、発売日、2011年4月18日、出版社：株式会社サイゾー）
- MECHA!（発行日：2011年4月20日頃）名古屋テレビ『めチャぶり』の企画で作られたフリーペーパー。
- デジモノステーション（2011年6月号、発売日：2011年4月25日、出版社：ソニー・マガジンズ）
- MORE（2011年6月号、発売日：2011年4月27日、出版社：集英社）
- TVぴあ（2011年5月11日号、発売日：2011年4月27日、出版社：NANOぴあ）
- De☆View（2011年6月号、発売日：2011年4月30日、出版社：オリコン・エンタテインメント）
- 週刊少年チャンピオン（2011年24号、発売日：2011年5月12日、出版社：秋田書店）
- オリコンスタイル（2011年5月23日号、発売日：2011年5月13日、出版社：オリコン・エンタテインメント）
- 週刊ヤングマガジン（2011年25号、発売日：2011年5月23日、出版社：講談社）黒BUTA農場インタビュー
- HONKOWA（2011年7月号、発売日：2011年5月24日、出版社：朝日新聞出版）
- TVnavi（2011年6月号、出版社：産経新聞出版）
- 日経エンタテインメント（2011年07月号、発売日：2011年6月4日、出版社：日経BP社）
- ザテレビジョン（2011年7月1日号 NO.26、発売日：2011年6月22日、出版社：KADOKAWA）
- Olive club（DHCオリーブ倶楽部2011年8月号、出版：DHC）[注 11]
- DVD&ブルーレイVISION（2011年10月号、発売日：2011年9月20日、出版社：日之出出版）
- インテリアJack別冊 オシャレROOMサンプル250（発売日：2011年10月14日、出版社：ベストセラーズ）
- アサヒ芸能（2011年11月10日号、発売日：2011年11月01日、出版社：徳間書店）[93]
- 女性自身（2011年11月22日号、発売日：2011年11月8日、出版社：光文社）
- QuickJapan（100号、発売日：2012年2月11日、出版社：太田出版）[94]
- with（2012年4月号、発売日：2012年2月28日、出版社：講談社）
- MEN'S NON-NO（2012年5月号、発売日：2012年4月10日、出版社：集英社）
- フォトテクニックデジタル（連載企画、2012年5月号 - 2013年4月号、出版社：玄光社）
- アスキーPC（2012年7月号、発売日：2012年05月24日発売、出版社：アスキー・メディアワークス）インタビュー
- CouponLand（2012年7月号、発行日：2012年6月20日、発行元：株式会社サイファ（PSY-fa Co., Ltd.））[95]
- コメ旬Vol.4（発売日：2012年7月11日、出版社：キネマ旬報社）
- FLASH（2012年8月7日号、発行日：2012年7月24日、出版社：光文社）
- Ray（2012年10月号、発売日：2012年8月23日、出版社：主婦の友社）
- 週刊女性（2012年11/13号、発売日：2012年10月30日、出版社：主婦と生活社）
- コメ旬Vol.5（発売日：2012年11月15日、出版社：キネマ旬報社 ）
- MORE（2013年1月号、発売日：2012年11月28日、出版社：集英社）
- 月刊仕事とパソコン（2013年1月号 NO.147、発売日：2012年12月10日、出版社：研修出版）
- Hanako（2013年03月28日号、発売日：2013年3月14日、出版社：マガジンハウス）
- MAQUIA（2013年6月号、発売日：2013年4月23日、出版社：集英社）
- CREA（2013年6月号、発売日：2013年5月7日、出版社：文藝春秋）
- Ranzuki（2013年8月号、発売日：2013年6月22日、出版社：ぶんか社）
- おはよう奥さん（2013年8月号、発馬日：2013年7月2日、出版社：学研マーケティング）
- フォトテクニックデジタル（2013年8月号、発売日：2013年7月20日、出版社：玄光社）
- De☆View（2013年9月号、発売日：2013年8月1日、出版社：オリコン・エンタテインメント）自撮り王コンテスト
- mina（2013年12月号、発売日：2013年10月19日、出版社：主婦の友社）
- with（2014年2月号、発売日：2013年12月26日、出版社：講談社）
- アサヒ芸能（2014年5月29日号、発売日：2014年5月20日、出版社：徳間書店）[96]
- CanCam（2014年7月号、発売日：2014年5月23日、出版社：小学館）
- EX MAX!（2014年8月号、発売日：2014年6月26日、出版社：ぶんか社）[注 12]
- FLASH（2014年8月5日号、発売日：2014年7月15日、光文社）
- Ray（2014年10月号、発売日：2014年8月23日、出版社：主婦の友社）
- Ray（2014年11月号、発売日：2014年9月23日、出版社：主婦の友社）
- ドカント（2015年1月号、発売日：2014年12月16日、出版社：株式会社パット）
- キスカ（2015年2月号、発売日：2015年1月8日、出版社：竹書房）[注 12]
- BOMB（2015年2月号、発売日：2015年1月9日、出版社：学研マーケティング）
- 週刊女性（2015年5月5日号、発売日：2015年4月21日、出版社：主婦と生活社）
- bizmom（2016年 冬春号、発売日：2015年12月12日、出版社：ベネッセコーポレーション）
- 美人百花（2016年1月号、発売日：2015年12月12日、出版社：角川春樹事務所）
- saita（2016年7月号、発売日：2016年6月7日、出版社：セブン＆アイ出版）
- キスカ（2017年1月号、発売日：2016年12月8日、出版社：竹書房）[注 12]
- 女性セブン（2017年1月19日号、発売日：2017年1月5日、出版社：小学館）
- Saita（2017年2月号、発売日：2017年1月7日、出版社：セブン＆アイ出版）
- 音楽と人（2017年2月号、発売日：2017年1月7日、出版社：株式会社音楽と人）
- Seriaのベストアイテム（TJMOOK、発売日：2017年2月23日、出版社：宝島社）
- Soup.（2017年5月号、発売日：2017年3月23日、出版社：株式会社スープ）
- 美的（2017年6月号、発売日：4月23日、出版社：小学館）
- motto（vol.9 刊行日：2017年8月25日、出版社：（株）motto.、トロワデザイン）群馬県内のみで配布されているフリーマガジン
- ジモアマガジン2018冬号（発行日：2018年1月5日、出版社：COCOLONE株式会社）
- 週刊アサヒ芸能（2019年8月29日号、発売日：2019年8月20日、出版社：徳間書店）